# Особо опасный пассажир
«Особо опасный пассажир» (англ. Flight Risk) — американский триллер режиссёра Мела Гибсона, по сценарию Джареда Розенберга. Главную роль исполнил Марк Уолберг. Премьера фильма состоялась 24 января 2025 года.

## Сюжет
Маршал США Мадолин Харрис арестовывает бухгалтера Уинстона, который скрывается на Аляске после того, как стал информатором против своей бывшей организации — преступного клана Моретти. Чтобы доставить его в Нью-Йорк, где он должен дать показания против Моретти, Мадолин нанимает небольшой частный самолёт, пилотируемый человеком, представившимся как Дарил Бут, техасец, проживающий на Аляске. Перед взлётом «Дарил» сообщает, что бортовая радиосвязь не работает.
Во время полёта Уинстон, будучи скованным наручниками, замечает под креслом пилота его лицензию и с ужасом осознаёт, что на фотографии изображён другой человек. Он пытается предупредить Мадолин, но она в наушниках и не слышит его. Вскоре «Дарил» допускает ошибку в речи, выдавая свой настоящий акцент, и раскрывает, что он наёмный убийца, который выдает себя за Бута и получил приказ убить Уинстона. Мадолин удаётся обезвредить киллера с помощью электрошокера, после чего она берёт управление самолётом на себя.
Используя спутниковый телефон, Мадолин связывается со своим начальником Каролин Ван Сант. Каролин подчёркивает, что Уинстон должен остаться в живых, иначе Моретти не удастся привлечь к ответственности. Она также раскрывает, что настоящий Дарил Бут был замучен до смерти этим киллером. Каролин обещает отправить пилота, который поможет Мадолин с навигацией. Однако её уклончивые ответы вызывают у Мадолин подозрения. Тогда она выходит на связь с директором Колриджем, чтобы сообщить о своих сомнениях. Однако в разговоре Колридж случайно выдаёт себя как пособника Моретти, упомянув свой пляжный дом, адрес которого Уинстон узнаёт — когда-то он сам переводил туда деньги по указанию Моретти. Это ставит жизнь Каролин под угрозу.
Тем временем «Дарил», находящийся в наручниках на багажной полке, приходит в себя и начинает издеваться над Уинстоном. Он обещает не только жестоко расправиться с ним, но и убить его мать, чей адрес ему известен. Он также раскрывает Мадолин неприятную правду: несколько лет назад она была переведена на офисную работу после трагического инцидента. Тогда, во время одной из её полевых операций, свидетель, находившийся под её охраной, погиб из-за её халатности. Мадолин оставила его в ванной комнате, прикованного наручниками, и сбежала, не вспомнив о нём перед тем, как здание было уничтожено взрывом.
На помощь Мадолин приходит пилот Хасан, находящийся в Анкоридже. Он связывается с ней и дистанционно обучает управлению самолётом, одновременно стараясь её успокоить. Он обещает купить ей выпивку, если она благополучно приземлится. Однако вскоре «Дарил» освобождается и нападает на Уинстона и Мадолин. В ходе схватки он дважды ранит Уинстона ножом и начинает душить Мадолин ремнём безопасности. Когда она уже почти теряет сознание, Уинстон вытаскивает нож из своей груди и перерезает ремень. Освободившись, Мадолин стреляет в киллера сигнальной ракетой, обездвиживая его в задней части самолёта.
Колридж выходит на связь с Мадолин и сообщает, что Каролин погибла в автокатастрофе. Понимая, что это было убийство, Мадолин клянётся не только довести дело Моретти до конца, но и свергнуть самого Колриджа. Уинстон нуждается в срочной медицинской помощи, и Хасан помогает Мадолин как можно быстрее посадить самолёт, используя оставшееся топливо. Однако перед посадкой «Дарил» снова приходит в себя и нападает, но Мадолин успевает застрелить его и выбросить из самолёта.
После приземления Уинстона экстренно отправляют в машину скорой помощи. На летном поле Мадолин встречает улыбающегося Хасана. Однако она замечает, что один из парамедиков ведёт себя подозрительно. Вскоре становится ясно, что он пытается задушить Уинстона в машине скорой помощи. Мадолин стреляет в коррумпированного офицера, убивая его на месте. Она поднимает его телефон и говорит Колриджу, который находился на другом конце линии, что его ждёт долгий срок в тюрьме.
Когда скорая помощь увозит Уинстона в больницу, Мадолин смотрит ему вслед и обменивается с ним улыбкой.

## В ролях
- Марк Уолберг[3] — Дэрил Бут, пилот и киллер
- Тофер Грейс — Винстон, информатор
- Мишель Докери — Мэделин Харрис, агент ФБР

## Производство
Основные съёмки начались в Лас-Вегасе 16 июня 2023 года. В июле 2023 года съёмки проходили в течение двух дней в Меските, штат Невада. Съёмки также проходили на Аляске. В августе 2023 года Уолберг подтвердил, что съёмки завершены. Поскольку съёмки проходили во время забастовки SAG-AFTRA, представители SAG-AFTRA дали разрешение создателям фильма на проведение съёмок. Сценарий Джареда Розенберга вошёл в так называемый чёрный список лучших нереализованных проектов 2020 года. В январе 2024 года к актёрскому составу присоединились Тофер Грейс и Мишель Докери.

## Выход
Компания Lionsgate Films выпустила фильм в США 24 января 2025 года. Изначально фильм планировалось выпустить в кинотеатрах 18 октября 2024.

## Отзывы и оценки
Клинт Уортингтон в рецензии для RogerEbert.com дал фильму полторы звезды из четырёх и написал: «„Особо опасный пассажир“, с его безумным кастингом (Марк Уолберг в роли сумасшедшего лысеющего убийцы) и нелепым лозунгом на плакате („Вам нужен пилот?“), иногда выдает тот вид захудалого веселья, который любители боевиков могли бы вернуть себе через несколько лет. Но, по мнению этого пассажира, „Особо опасный пассажир“ — это очень неровная поездка, которая не вполне оправдывает свой логлайн». В неоднозначной рецензии Венди Иде из The Guardian высоко оценила игру Уолберга, назвав её «забавой», хотя и сочла фильм «уменьшенным в плане масштабов и амбиций» по сравнению с другими режиссёрскими работами Гибсона. В своей рецензии критик Марк Кермод назвал его «одним из худших фильмов, которые я когда-либо видел».